# لوس ابانوس، شهرستان استار، تگزاس
لوس ابانوس (به انگلیسی: Los Ebanos) یک منطقهٔ مسکونی در ایالات متحده آمریکا است که در تگزاس واقع شده‌است. لوس ابانوس ۲۸۰ نفر جمعیت دارد.